# D.D. Dabke
Dattatraya Damodar Dabke, plus connu sous le nom de D.D. Dabke, était un acteur des débuts du cinéma indien, particulièrement connu pour son rôle dans le premier long métrage indien, Raja Harishchandra (1913), réalisé par Dadasaheb Phalke. Dabke y incarne le roi Harishchandra, un personnage tiré de la mythologie hindoue, dans ce qui est souvent célébré comme une œuvre fondatrice de l'histoire du cinéma indien.
Né en 1885 à Asud, dans la présidence de Bombay de l'Inde britannique, la contribution de Dabke au cinéma ne se limite pas à son rôle d'acteur. Après ses débuts, il a continué à jouer dans d'autres films muets importants comme Satyavadi Raja Harishchandra (1917), Lanka Dahan (1917) et Shri Krishna Janma (1918). Sa carrière a évolué au fur et à mesure qu'il assumait des rôles derrière la caméra, devenant directeur de la photographie et plus tard réalisateur. Il a même réalisé un remake de Raja Harishchandra en 1924.
Le travail de Dabke aux côtés d'Anna Salunke, qui jouait la reine Taramati, l'épouse d'Harishchandra, a été essentiel pour établir la profondeur narrative et émotionnelle de ces premiers films muets. Son passage du métier d'acteur à celui de réalisateur et de directeur de la photographie souligne sa polyvalence et son engagement dans l'industrie cinématographique indienne en plein essor.
Dabke est décédé le 16 décembre 1946. Son héritage reste important car il a fait partie de la vague fondatrice de talents qui ont façonné l'industrie cinématographique indienne à ses débuts.